# Barry Robson
Pour les articles homonymes, voir Robson.
Barry Robson est un ancien footballeur écossais né le 7 novembre 1978 à Inverurie dans l'Aberdeenshire, qui évoluait au poste de milieu de terrain polyvalent jouant essentiellement sur le côté avant de devenir entraîneur.

## Biographie
Ancien capitaine de Dundee United (2003-2008) avec qui il s'est distingué en marquant notamment 11 buts lors de la saison 2007/08 avant d'être transféré au Celtic FC en janvier 2008. Il a fait ses classes aux Glasgow Rangers (1995-1997), son club formateur avant de partir à Inverness CT (1997-2003). Lors de la saison 1999-2000, il est prêté à Forfar Athletic par Inverness CT. Le 13 janvier 2010, il s'engage avec Middlesbrough FC, club de Championship où il va retrouver Gordon Strachan, le manager qui l'avait fait venir au Celtic FC.
Les Vancouver Whitecaps annoncent le 16 février 2012, la signature de Robson en tant que joueur désigné. Il ne rejoindra néanmoins pas son nouveau club avant juillet 2012 et la fin de ses obligations contractuelles avec Middlesbrough.
Le 15 mai 2016, il annonce sa retraite.

## Palmarès
- Vice-champion du Championnat d'Écosse en 2016 avec Aberdeen

### Personnel
- Membre de l'équipe-type de Scottish Premier League en 2008

### En tant qu'entraineur
- Aberdeen FC
  - Finaliste de la Coupe de la Ligue écossaise en 2023-2024